# Krzysztof Fus
Krzysztof Fus (ur. 17 czerwca 1941 w Sandomierzu) – polski aktor i kaskader filmowy.
Studiował na Wyższej Szkole Wychowania Fizycznego we Wrocławiu. W latach 60. XX wieku rozpoczął udział w filmach, jako aktor, kaskader, konsultant (koordynator scen kaskaderskich, tresury), w zakresie fotosów, efektów specjalnych. Jest uważany za pierwszego polskiego kaskadera filmowego.
W 1993 powstał film dokumentalny autorstwa Henryka Dederki pt. Autobiografia pośmiertna kaskadera Fusa, który traktował wówczas o Krzysztofie Fusie po przeżyciu przez niego trzykrotnie śmierci klinicznej.
Został członkiem Stowarzyszenia Filmowców Polskich.

## Filmografia
Jako aktor
- Cała naprzód (1966)
- Fatalista (1967) – bojownik czeczeński w jeziorze
- Wszystko na sprzedaż (1968)
- Stawka większa niż życie (1968), odc. 12 – „Robert”, łącznik ginący pod kołami pociągu
- Znicz olimpijski (1969)
- Sól ziemi czarnej (1969) – powstaniec
- Przygody pana Michała (1969), odc. 2, 7, 10, 13
- Epilog norymberski (1970)
- Trzecia część nocy (1971) – Olek
- Agent nr 1 (1971)
- Siedem czerwonych róż, czyli Benek Kwiaciarz o sobie i o innych (1972)
- Miś (1980) – kobieta, której wypadły włosy, przyniesiona przez męża do kiosku
- Zabij mnie glino (1987) – więzień atakujący Malika
- Romeo i Julia z Saskiej Kępy (1988) – mężczyzna komentujący kłótnię Sabiny i „Kiciarza”
- Pan Samochodzik i praskie tajemnice (1988) – złodziej Gnat
- Nowy Jork, czwarta rano (1988)
- Piggate (1990) – pracownik rzeźni „Royal Ham"”
- Dziewczyna z Mazur (1990) – bandyta atakujący Martę
- Armelle (1990) – badylarz
- Panny i wdowy – film (1991)
- Panny i wdowy – serial telewizyjny (1991)
- Żywot człowieka rozbrojonego (1993), odc 2
- Wow (1993), odc. 5-6
- Czterdziestolatek. 20 lat później (1933), odc. 14 – Rosjanin, właściciel firmy transportowej
- Zołotoje dno (1995)
- Legenda o świętym Krzysztofie (1995) – potwór
- Cwał (1995)
- Wirus (1996) – pracownik dyspozytorni metra
- Podróż do śmierci / odcinek serialu Tatort (1996) – mężczyzna bijący na ulicy Erlichera
- Nocne graffiti (1996) – goryl
- Legenda o Świętym Mikołaju (1996) – kopacz złota
- Niemcy (1996)
- Dom (1996), odc. 13 – członek „aktywu robotniczego” pałujący studentów na dziedzińcu Uniwersytetu Warszawskiego, odc. 17-18
- Sara (1997) – człowiek Józefa
- Kiler (1997) – ochroniarz Lipskiego
- Sukces (2000) – Stanisław Bruś, bandyta zastrzelony przez Magdę
- Gunblast Vodka (2000) – mężczyzna dzwoniący na policję w sprawie kasety
- Córa marnotrawna (2001) – gość na bankiecie
- Wiedźmin – serial telewizyjny (2002), odc. 12 – żołnierz Falvicka
- Psie serce (2003) – złodziej, sąsiad Henryki
- Poza zasięgiem (2004) – strzelający do Lansinga w domu publicznym
- Ono (2004)
- Wiedźmy (2005) odc. 5 – ochroniarz w klubie, odc. 11
- Dziki 2: Pojedynek (2005), odc. 1 – „Likwidator”
- Wszyscy jesteśmy Chrystusami (2006)
- Dublerzy – serial telewizyjny (2006) – ochroniarz „Galarety”
- Wichry Kołymy (2008) – żołnierz
- Historia Kowalskich (2009) – Władek Kosior
- Syberiada polska (2013) – tajniak

Jako kaskader
- Jak rozpętałem drugą wojnę światową (1969)
- Znicz olimpijski (1969)
- Poślizg (1972)
- Zabij mnie glino (1987)
- Kingsajz (1987)
- Łabędzi śpiew (1988)
- Czarodziej z Harlemu (1988)
- Alchemik Sendivius (1988)
- Alchemik (1988)
- Deja vu (1990)
- Dziewczyna z Mazur (1990)
- Szwadron (1992)
- Lisowczycy (1993)
- Bank nie z tej ziemi (1993-1994), odc. 1-7
- Psy 2. Ostatnia krew (1994)
- Oczy niebieskie (1994)
- Anioł śmierci (1994)
- Za co? (1995)
- Ścieżki chwały (1995)
- Wirus (1996)
- Nocne graffiti (1996)
- Niemcy (1996)
- Ekstradycja 2 (1996)
- Autoportret z kochanką (1996)
- Dom (1996-1997, 2000), odc. 13, 16-22, 24-25
- W krainie Władcy Smoków (1997)
- Sara (1997)
- Wojenna narzeczona (1997)
- Boża podszewka (1997)
- Wszystkie pieniądze świata (1999)
- Pierwszy milion (1999)
- Pan Tadeusz (1999)
- To my (2000)
- Pierwszy milion (2000)
- Przedwiośnie – film (2001)
- Przedwiośnie – serial telewizyjny (2002)
- Kameleon – film (2001)
- Kameleon – serial telewizyjny (2002)
- Wiedźmin – film (2001)
- Wiedźmin – serial telewizyjny (2002), odc. 12
- Chopin. Pragnienie miłości (2002)
- Ubu Król (2003)
- Glina (2003), odc. 10
- Długi weekend (2004)
- Poza zasięgiem (2004)
- Dziki 2: Pojedynek (2005)
- Dublerzy – film (2006)
- Dublerzy – serial telewizyjny (2006)
- Janosik. Prawdziwa historia – film (2009)
- Janosik. Prawdziwa historia – serial telewizyjny (2009)
- W ciemności (2011)
- 1920 Bitwa warszawska (2011)
- Jack Strong (2014)

Inny udział
- W pustyni i w puszczy – film (2001) – przygotowanie sprawnościowe i kaskaderskie dzieci
- Pan Samochodzik i praskie tajemnice (1988) – tresura psa „Tina”
- Nowy Jork, czwarta rano (1988) – koordynacja kaskaderska
- Piggate (1990) – koordynacja kaskaderska
- Psy (1992) – efekty specjalne
- Lisowczycy (1993) – fotosy
- Bank nie z tej ziemi (1993-1994) – tresura
- Oczy niebieskie (1994) – fotosy
- Dom (1996-1997, 2000), odc. 13, 16-22, 24-25 – fotosy
- W pustyni i w puszczy – film (2001) – konsultacja odnośnie treningów sprawnościowych dzieci
- W pustyni i w puszczy – serial telewizyjny (2001) – konsultacja odnośnie treningów sprawnościowych dzieci
- Dublerzy – film (2006) – koordynacja kaskaderska
- Dublerzy – serial telewizyjny (2006) – koordynacja kaskaderska
- Historia Kowalskich (2009) – koordynacja kaskaderska